# Hybridella
Hybridella, biljni rod kojemu pripada dvije vrste zeljastog bilja iz porodice glavočika smješten u podtribus Zaluzaniinae. Obje vrste su meksički endemi
Rod je opisan u Bulletin des Sciences, par la Societe Philomatique 1817: 12. 1817.

## Vrste
1. Hybridella anthemidifolia (B.L.Rob. & Greenm.) Olsen
2. Hybridella globosa Cass.; tipična vrsta